# Saint-Étienne-des-Champs
 Saint-Étienne-des-Champs  es una población y comuna francesa, situada en la región de Auvernia, departamento de Puy-de-Dôme, en el distrito de Riom y cantón de Pontaumur.

## Demografía
| 250 | 227 | 183 | 166 | 148 | 135 |
| Para los censos de 1962 a 1999 la población legal corresponde a la población sin duplicidades (Fuente: INSEE [Consultar]) |     |     |     |     |     |